# Spoon (песня)
Spoon — трек с альбома 1972 года Ege Bamyasi группы Can.
Немецкий хит из первой десятки начала 1972 года, музыкальная тема западногерманского телевизионного триллера «Das Messer». В 2004 году песня вошла в саундтрек фильма «Морверн Каллар».
Благодаря успеху Spoon, Can выступили с бесплатным концертом в кёльнском Kölner Sporthalle 3 февраля 1972 года.
В честь песни Spoon были названы рекорд-лейбл группы Can и популярная американская инди-рок-группа.
Ремиксы «Spoon» были исполнены Sonic Youth и System 7 для трибьют-альбома Sacrilege.